# Rinorea mayumbensis
Rinorea mayumbensis är en violväxtart som beskrevs av Arthur Wallis Exell. Rinorea mayumbensis ingår i släktet Rinorea och familjen violväxter. Inga underarter finns listade i Catalogue of Life.